# Безсонов, Степан Артемьевич
Степан Артемьевич Безсонов (1776—1847) — русский исторический живописец, академик Императорской Академии художеств.

## Биография
Сын петербургского мещанина. Воспитанник Императорской Академии художеств (1782—1797). Пенсионер Бецкого. Получал медали Академии: серебряные (1793 — 2 степени, 1795 — 1 степени) и 2 золотые (1797) за картину «Жертвоприношение Ноя». Окончил Академию с аттестатом 1 степени и шпагой (1797). Поступил на службу в медицинское ведомство, в школу на Аптекарском острове, учителем рисовального класса (1797). В 1809 году Безсонову было объявлено Монаршее благоволение за труды и усердие. Смотритель школы (1815—1821). Вскоре после выпуска из Академии Безсонов рисовал картины в строившемся тогда Михайловском замке и удостоился за это (1800) золотой табакерки от Императора Павла І. Написал образ Тайной вечери для главного алтаря Казанского собора, за что удостоился Монаршего благоволения и звания академика (1811). По приглашению президента Академии А. Н. Оленина работал в Академии (1819) по фальшивому мрамору и нарисовал гения, изображающего три художества, а также две фигуры, изображающие Славу и Аполлона (по эскизам профессоров В. К. Шебуева и А. Е. Егорова). Вся работа была сделана Безсоновым бесплатно, из любви к Академии. Безсонов вообще, по-видимому, отличался добрым сердцем; например, выполнив работу по изображению трёх запрестольных образов (в Казанском соборе) по смерти академика Ф. И. Яненко, деньги (7 000 руб.) заплаченные за эту работу, уступил в пользу семейства Яненко. Во дворце Царского Села написал, по собственному рисунку, большой плафон в картинном зале, удостоенный Высочайшего одобрения. Кроме того, писал много иконостасов. В конце жизни, обременённый годами и большой семьёй, бедствовал и принуждён был (1843) ходатайствовать о пенсии, которую и получил.